# Погибляк
Погибля́к — село в Україні, у Бужанській сільській громаді Звенигородського району Черкаської області. Орган місцевого самоврядування — Погибляцька сільська рада. Населення становить 434 осіб.

## Назва
Скільки протягом віків було складено легенд, пов'язаних з походженням назви нашого села, сказати важко. Та, думається, варто зосередити увагу на тих, які витримали випробування часом.
Існує, наприклад, легенда про те, що через місцевість, де тепер розташоване село, проходив чумацький шлях.
Давно відійшло в минуле чумацтво, полишивши нам після себе народні пісні, легенди, перекази про ті далекі нелегкі часи. А ще лишило слід у високих небесах. Безмісячної ночі там можна бачити туманну смугу, зіткану з незліченної кількості зір. В Україні вона здавна відома під назвою Чумацький Шлях.
Чумацтво виникло ще в далекі часи Київської Русі, бо вже тоді з її земель вирушали в далекі мандри валки хоробрих і кмітливих людей. Але справжнього розмаху цей промисел набирає в Україні з кінця XV століття. Щоб уявити весь масштаб чумацтва, досить навести хоча б такі цифри: за один сезон ці люди перевозили кілька мільйонів пудів риби й солі. Отож, чумацтво було не лише соляним промислом, але й широкою торгівлею, здебільшого в міжнародних масштабах.
Виснажені й стомлені чумацькі валки зупинялися на перепочинок у заїздах, які будувалися для чумаків обабіч доріг через кожні 30-40 верст. Такий заїзд і корчма були і на місці, де виросло сучасне село Погибляк. Ними володів поляк.
Через нестерпні умови життя та експлуатацію кріпаки тікали від своїх панів і переховувалися. За переказами старожилів, кріпаки-втікачі ховалися на віковічних дубах, які росли по лісах і вздовж доріг біля хутора Дубини. Троє селян-втікачів зупинилися в цих місцях. Незабаром вони побудували маленькі убогі глиняні хатинки неподалік заїзду і залишилися тут жити. З'явилося поселення, де проживав уже не один поляк, а було чотири господарі. Згодом постало питання: як назвати це поселення? На той час вже не було поляка, очевидно його хтось убив. Ото ж люди й почали називати це поселення «Погиб — лях» (поляк — лях).

## Відомі люди
В селі народився лауреат Шевченківської премії Дубовий Олексій Мусійович.

## Населення
За переписом населення України 2001 року в селі мешкали 434 особи.

### Мова
Розподіл населення за рідною мовою за даними перепису 2001 року:
| Мова       | Відсоток |
| ---------- | -------- |
| українська | 99,54 %  |
| російська  | 0,46 %   |